# 伊凡·萨瑟兰 (赛艇运动员)
伊凡·萨瑟兰（英語：Ivan Sutherland，1950年9月15日—），新西兰男子赛艇运动员。他曾代表新西兰参加1976年夏季奥林匹克运动会赛艇比赛，获得男子八人单桨有舵手铜牌。